# Gayle Forman
Gayle Forman (Los Ángeles, 5 de junio de 1970) es una escritora americana de literatura juvenil, conocida por su novela Sí Decido Quedarme (If I Stay), la cual consiguió el best seller de literatura juvenil en The New York Times y fue llevada al cine en 2014.

## Profesión
Forman comenzó su carrera escribiendo para Seventeen Magazine, con la mayoría de sus artículos centrados en los jóvenes y las preocupaciones sociales. Posteriormente se convirtió en periodista independiente para publicaciones como Revista Detalles, Revista Jane, Revista Glamour, La Nación, Revista Elle y Revista Cosmopolitan. En 2002, ella y su esposo Nick hicieron un viaje alrededor del mundo y ella acumuló experiencias e información que sirvió más adelante como la base para su primer libro, un cuaderno de viaje: You Can't Get There From Here: A Year On The Fringes Of A Shrinking World. En 2007, publicó su primera novela de joven adulto: Sisters in Sanity, basada en un artículo que había escrito para Seventeen.
En 2009, Forman publicó If I Stay, un libro sobre una niña de 17 años llamada Mia, que ha estado involucrada en un trágico accidente automovilístico. La novela sigue la experiencia de Mia mientras ella se encuentra en un coma, estando, plenamente consciente de lo que está sucediendo a su alrededor y todo lo que sus visitantes dicen y hacen. Sintiendo la agonía de la pérdida de los más cercanos a ella, pero consciente del amor abundante de los que quedan, debe tomar la decisión de aferrarse o dejar ir. Forman ganó en los Premios del Libro del Año 2009 de NAIBA y fue un ganador del Premio de Honor de Indie Choice 2010 por If I Stay. La adaptación cinematográfica de If I Stay, protagonizada por Chloë Grace Moretz, fue lanzada en Estados Unidos el 22 de agosto de 2014. La secuela de If I Stay, titulada Where She Went (Lo que fue de ella) fue lanzada en 2011. Según el punto de vista de Adam, la novela trata sobre la relación de Adam y Mia después del accidente.
En enero de 2013, Forman estrenó Just One Day. La novela sigue a Allyson Healey, quien, en el último día de una gira europea de post-graduación, conoce a un actor vagabundo holandés llamado Willem. Allyson va a París con Willem, donde pasan un día juntos antes de que desaparezca. La secuela de Just One Day, titulada Just One Year, fue lanzada en octubre de 2013. La novela sigue el mismo camino cronológico que la historia de Allyson, pero contada desde la perspectiva de Willem. La última entrega de la historia de Allyson y Willem, titulada Just One Night, es una novela de 50 páginas que fue lanzada en formato libro electrónico el 29 de mayo de 2014.
En enero de 2015, Forman lanzó I Was Here, sobre una niña de 18 años que se enfrentaba al repentino suicidio de su mejor amiga. Los derechos de películas del libro fueron recogidos por New Line Cinema un mes después. Forman actualmente está trabajando en su primera novela para adultos, titulada Leave Me.

## Recompensa
Forman ganó el premio británico de la fantasía (2010), y la selección rápida de ALA / YALSA para los lectores adultos jóvenes reacios (2010). Ella fue nominada para el premio del libro de Carolina del Sur para el premio joven del libro del adulto (2011) ), la lista de lectura de la High School secundaria de TAYSHAS (2010), el premio de la opción de Goodreads para la ficción joven del adulto (2009), y la concesión adolescente del libro del condado de Milwaukee (2010).

## Vida personal
Forman tomó 3 años Sabáticos para emprender un viaje por el mundo con su marido, y ello la ayudó mucho para inspirarse en sus libros.
Actualmente Forman reside en Brooklyn, Nueva York, con su esposo y dos hijas, una de las cuales es adoptada. En el 2010 anual Los Angeles Times Festival of Books, Forman participó en discusiones de panel. Ella estaba en el panel "Jóvenes Adultos Ficción: Adolescentes y Tumulto" con Jandy Nelson, Cynthia Kadohata y moderador Sonya Sones.

## Libros
- You Can't Get There from Here: A Year on the Fringes of a Shrinking World (2005).
- Sisters in Sanity (2007).
- Si decido quedarme (If I stay, 2009), trad. de Gemma Moral Bartolomé, publicada por la editorial Blue Salamandra en 2016.
- Lo que fue de ella (Where She Went,2011), trad. de Patricia Antón de vez, publicada por la editorial Salamandra Blue en 2016.
- Solo un día - 1.ª parte de la trilogía Just one (Just one day, 2013), trad. de Manuel Manzano, publicada por la editorial B de Block en 2013.
- Sólo un año - 2.ª parte de la trilogía Just one (Just One Year, 2013), trad. de Efrén del Valle, publicada por la editorial Alfaguara en 2019.
- Just One Night - 3.ª parte de la trilogía Just One (2014).
- Yo estuve aquí (I Was Here,2015), trad. de Camila Batlles Vinn, publicada por la editorial Puck en 2015.
- Leave Me (2016).
- Just one,trilogía completa (2017).
- Pour your heart out (2018).
- Perdimos nuestro camino (I have lost my way,2018), trad. de María Celina Rojas, publicada por la editorial Puck en 2018.
- The end of my heart, audiolibro (2019).